# Miyapura, Channagiri
Miyapura là một làng thuộc tehsil Channagiri, huyện Davanagere, bang Karnataka, Ấn Độ.